# Roeien op de Olympische Jeugdzomerspelen 2010
Roeien is een van de olympische sporten die beoefend worden tijdens de Olympische Jeugdzomerspelen 2010 in Singapore. De competitie loopt van 15 tot en met 18 augustus in het Marina Reservoir. Er zijn vier onderdelen; zowel voor de jongens en meisjes de skiff en de twee-zonder.

## Deelnemers
De deelnemers moeten in 1992 of 1993 geboren zijn. Het aantal deelnemers is door het IOC op 48 jongens en 48 meisjes gesteld. Per land mag zowel bij de jongens als bij de meisjes met één boot worden deelgenomen.
Bij de jeugdwereldkampioenschappen waren door prestaties op verschillende onderdelen (waaronder ook niet-Jeugdolympische onderdelen) startplaatsen voor de landen te verdienen; 12 voor de skiffs, 11 voor de twee-zonder. Het gastland mocht, onder voorwaarden, één skiff bij de jongens en één skiff bij de meisjes inschrijven. De overige 9 plaatsen bij de skiffs en 2 bij de zonder-twee werden door het IOC en de Fédération Internationale des Sociétés d'Aviron aangewezen waarbij er voor werd gezorgd dat uiteindelijk elk land ten minste vier sporters kon laten deelnemen aan de Jeugdspelen.
Bovendien gold dat per land het totaal aantal sporters, bekeken over alle individuele sporten en het basketbal tijdens deze Jeugdspelen, is beperkt tot 70.

## Kalender
| Augustus | 14 | 15 | 16 | 17 | 18 | 19 | 20 | 21 | 22 | 23 | 24 | 25 | 26 |
| -------- | -- | -- | -- | -- | -- | -- | -- | -- | -- | -- | -- | -- | -- |
| Roeien   |    |    |    |    | 4  |    |    |    |    |    |    |    |    |

|  | Competitie |  | Finale |

## Medailles

### Jongens
| Discipline  | Goud | Goud                      | Zilver | Zilver                                  | Brons | Brons                        |
| ----------- | ---- | ------------------------- | ------ | --------------------------------------- | ----- | ---------------------------- |
| Skiff       | LTU  | Rolandas Mascinskas       | GER    | Felix Bach                              | ROU   | Ioan Prundeanu               |
| Twee-zonder | SLO  | Jure Grace Grega Domanjko | GRE    | Michalis Nastopulos Apostolos Lampridis | AUS   | Matthew Conchran David Watts |

### Meisjes
| Discipline  | Goud | Goud                                 | Zilver | Zilver                       | Brons | Brons                           |
| ----------- | ---- | ------------------------------------ | ------ | ---------------------------- | ----- | ------------------------------- |
| Skiff       | GER  | Judith Sievers                       | UKR    | Nataliia Kovalova            | FRA   | Noemie Kober                    |
| Twee-zonder | GBR  | Georgia Howard-Merrill Fiano Gammond | AUS    | Emma Basher Olympia Aldersey | GRE   | Eleni Diamanti Lydia Ntalamagka |

### Medailleklassement
| Plaats | Land             | NOC    | Goud | Zilver | Brons | Totaal |
| ------ | ---------------- | ------ | ---- | ------ | ----- | ------ |
| 1      | Duitsland        | GER    | 1    | 1      | 0     | 2      |
| 2      | Groot-Brittannië | GBR    | 1    | 0      | 0     | 1      |
| 2      | Litouwen         | LTU    | 1    | 0      | 0     | 1      |
| 2      | Slovenië         | SLO    | 1    | 0      | 0     | 1      |
| 5      | Australië        | AUS    | 0    | 1      | 1     | 2      |
| 5      | Griekenland      | GRE    | 0    | 1      | 1     | 2      |
| 7      | Oekraïne         | UKR    | 0    | 1      | 0     | 1      |
| 8      | Frankrijk        | FRA    | 0    | 0      | 1     | 1      |
| 8      | Roemenië         | ROU    | 0    | 0      | 1     | 1      |
| Totaal | Totaal           | Totaal | 4    | 4      | 4     | 12     |

## Uitslagen

### Skiff
| Jongens | Jongens | Jongens                 | Jongens       |
| #       | Land    | Olympiër                | Tijd (finale) |
| ------- | ------- | ----------------------- | ------------- |
| Goud    | LTU     | Rolandas Mascinskas     | 3.13,82       |
| Zilver  | GER     | Felix Bach              | 3.16,23       |
| Brons   | ROU     | Ioan Prudeanu           | 3.19,11       |
| 4       | CHN     | Zeng Yueqi              | 3.24,62       |
| 5       | BRA     | Tiago Braga             | 3.27,73       |
| 6       | UKR     | Iurii Ivanov            | 3.27,98       |
|         |         |                         |               |
| 11      | NED     | Bastiaan Vervoort       | 3.36,20 (B)   |
| 14      | BEL     | Jean-Benoît Valschaerts | 3.35,95 (C)   |

| Meisjes | Meisjes | Meisjes           | Meisjes       |
| #       | Land    | Olympiër          | Tijd (finale) |
| ------- | ------- | ----------------- | ------------- |
| Goud    | GER     | Judith Sievers    | 3.44,21       |
| Zilver  | UKR     | Nataliia Kovalova | 3.44,63       |
| Brons   | FRA     | Noemie Kober      | 3.44,80       |
| 4       | LAT     | Elza Gulbe        | 3.45,60       |
| 5       | NED     | Annick Taselaar   | 3.52,08       |
| 6       | CHN     | Cao Ting          | 3.55,48       |
|         |         |                   |               |
| 16      | BEL     | Eveline Peleman   | 4.12,33 (C)   |

### Twee zonder
| Jongens | Jongens | Jongens                                  | Jongens       |
| #       | Land    | Olympiër                                 | Tijd (finale) |
| ------- | ------- | ---------------------------------------- | ------------- |
| Goud    | SLO     | Grega Damanjko Jure Grace                | 3.05,65       |
| Zilver  | GRE     | Apostolos Lamprides Michalis Nastopoulos | 3.06,85       |
| Brons   | AUS     | Matthew Cochran David Watts              | 3.07,52       |
| 4       | GBR     | Casper Jopling Ed Nainby-Luxmoore        | 3.09,37       |
| 5       | SRB     | Vuk Matovic Nikola Simovic               | 3.10,94       |
| 6       | TUR     | Ogeday Girsken Onat Kazakli              | 3.16,64       |

| Meisjes | Meisjes | Meisjes                              | Meisjes       |
| #       | Land    | Olympiër                             | Tijd (finale) |
| ------- | ------- | ------------------------------------ | ------------- |
| Goud    | GBR     | Fiona Gammond Georgia Howard-Merrill | 3.28,60       |
| Zilver  | AUS     | Olympia Aldersey Emma Basher         | 3.29,34       |
| Brons   | GRE     | Eleni Diamanti Lydia Ntalamagka      | 3.29,37       |
| 4       | ITA     | Elena Coletti Giada Colombo          | 3.30,05       |
| 5       | ROU     | Madalina Buzdugan Ana Gigica         | 3.37,32       |
| 6       | HUN     | Hella Kiss Szimona Uglik             | 3.40,58       |